# Regulus satrapa
El reyezuelo sátrapa o reyezuelo de moño dorado (Regulus satrapa) es una especie de ave paseriforme de la familia Regulidae. Es nativo de Canadá, San Pedro y Miquelón, Estados Unidos, México y Guatemala. Su hábitat consiste de bosque templado y bosque montano tropical y subtropical.

## Subespecies
Se distinguen las siguientes subespecies:
- Regulus satrapa amoenus
- Regulus satrapa apache
- Regulus satrapa olivaceus
- Regulus satrapa satrapa